# 대구서동초등학교
대구서동초등학교 (大邱鋤動初等學校)는 대한민국 대구광역시 달성군에 있는 공립 초등학교이다.

## 연혁
- 2015-10-19 대구서동초등학교 설립인가
- 2016-10-01 교명 선정(가칭 “서재 1초”→ 대구서동초등학교)
- 2017-02-19 대구서동초등학교 교사 준공
- 2017-03-01 초대 김위향 교장선생님 부임
- 2017-03-01 15학급(특수학급 1포함) 개교
- 2017-04-20 달성 초등 협력학습 실천 선도학교 선정(대구광역시달성교육지원청)
- 2017-04-21 초등 기초학력진단평가 결과 우수학교(대구광역시교육청)
- 2017-05-11 지역단위 네트워크 활용 인성교육 모델학교 선정(대구광역시달성교육지원청)
- 2017-08-14 학교폭력제로학교 선정(대구광역시교육청)
- 2017-08-18 3월 교육활동 몰입의 달 정착을 위한 학사운영 자율화 모델학교 선정(대구광역시교육청)
- 2017-09-01 17학급(특수학급 1학급 포함) 편성